# Плавание на чемпионате Европы по водным видам спорта 2018 — смешанная эстафета 4×200 метров вольным стилем
Соревнования в плавании в смешанной эстафете 4×200 метров вольным стилем на чемпионате Европы по водным видам спорта 2018 пройдут 4 августа 2018 года.

## Результаты

### Предварительные заплывы
Заплывы стартовали 4 августа в 10:30 по местному времени.
| Место | Заплыв | Дорожка | Страна         | Спортсмены | Время         | Примечания    |
| ----- | ------ | ------- | -------------- | --- | ------------- | ------------- |
| 1     | 1      | 7       | Россия         | Мартин Малютин (1:47.46) Вячеслав Андрусенко (1:47.58) Ирина Кривоногова (1:59.13) Анастасия Гуженкова (1:58.99) | 7:33.16       | Q             |
| 2     | 1      | 5       | Великобритания | Камерон Кёрл (1:49.05) Крейг Маклин (1:48.50) Катрин Гринслейд (1:57.26) Холли Хиббот (1:59.68)                  | 7:34.49       | Q             |
| 3     | 2      | 6       | Германия       | Якоб Хейдтман (1:46.81) Мариус Зобел (1:49.46) Рева Фус (1:58.48) Изабель Мари Гос (2:00.41)                     | 7:35.16       | Q             |
| 4     | 2      | 7       | Италия         | Алессио Проетти (1:48.09) Маттео Сиампи (1:47.92) Стефания Пироцци (2:02.03) Маргарита Панциера (1:59.46)        | 7:37.50       | Q             |
| 5     | 1      | 2       | Нидерланды     | Дион Дреесенс (1:49.57) Маартен Брзовский (1:49.09) Марджолеин Лейно (2:01.29) Робин Неюманн (1:59.35)           | 7:39.30       | Q             |
| 6     | 1      | 3       | Израиль        | Даниэль Намир (1:49.58) Денис Локтев (1:49.33) Анастасия Горбенко (2:03.04) Андреа Мурез (2:00.37)               | 7:42.32       | Q             |
| 7     | 2      | 5       | Венгрия        | Баласс Холло (1:50.19) Беньямин Грац (1:49.85) Сюзанна Якабос (2:01.68) Эвелин Веррасто (2:02.74)                | 7:44.46       | Q             |
| 8     | 1      | 4       | Словакия       | Адам Халас (1:57.53) Ричард Наги (1:51.94) Николета Трникова (2:11.95) Лаура Бенкова (2:03.16)                   | 8:04.58       | Q             |
| 9     | 2      | 4       | Сан-Марино     | Кристиан Санти (1:58.98) Гианлука Пасолини (2:01.25) Элиза Бернарди (2:10.29) Арианна Валлони (2:10.79)          | 8:21.31       |               |
| —     | 2      | 2       | Швеция         | Не стартовали | Не стартовали | Не стартовали |
| —     | 2      | 3       | Эстония        | Не стартовали | Не стартовали | Не стартовали |

### Финал
Финал стартовал 4 августа в 18:28 по местному времени.
| Место | Дорожка | Страна         | Спортсмены | Время   | Примечания |
| ----- | ------- | -------------- | --- | ------- | ---------- |
| 1     | 3       | Германия       | Якоб Хейдтман (1:46.52) Хеннинг Мюхлейнтнер (1:47.32) Рева Фус (1:58.25) Анника Брун (1:56.34)                | 7:28.43 | CR         |
| 2     | 4       | Россия         | Михаил Вековищев (1:47.10) Михаил Довгалюк (1:47.37) Валерия Саламатина (1:56.18) Виктория Андреева (1:58.72) | 7:29.37 |            |
| 3     | 5       | Великобритания | Стивен Милн (1:47.77) Крейг Маклин (1:48.34) Катрин Гринслейд (1:57.81) Фрея Андерсон (1:55.80)               | 7:29.72 |            |
| 4     | 1       | Венгрия        | Кристоф Милак (1:48.04) Нандор Немет (1:46.90) Катинка Хоссу (1:57.31) Сюзанна Якабос (1:58.94)               | 7:31.19 |            |
| 5     | 6       | Италия         | Филиппо Мегли (1:47.48) Алессия Пройети (1:48.37) Федерика Пеллегрини (1:56.76) Маргерита Панциера (1:59.76)  | 7:32.37 |            |
| 6     | 2       | Нидерланды     | Кайл Столк (1:48.64) Стэн Пьиненбург (1:47.79) Фемке Химскерк (1:56.13) Роббин Неуманн (1:59.83)              | 7:32.39 |            |
| 7     | 7       | Израиль        | Денис Локтев (1:47.87) Даниэль Намир (1:48.71) [[]] (2:02.47) Андреа Мурез (2:01.02)                          | 7:40.07 |            |
| 8     | 8       | Словакия       | Ричард Наги (1:52.65) Адам Халас (1:56.77) Николета Трникова (2:10.24) Лаура Бенкова (2:03.84)                | 8:03.50 |            |